# Maria Küng

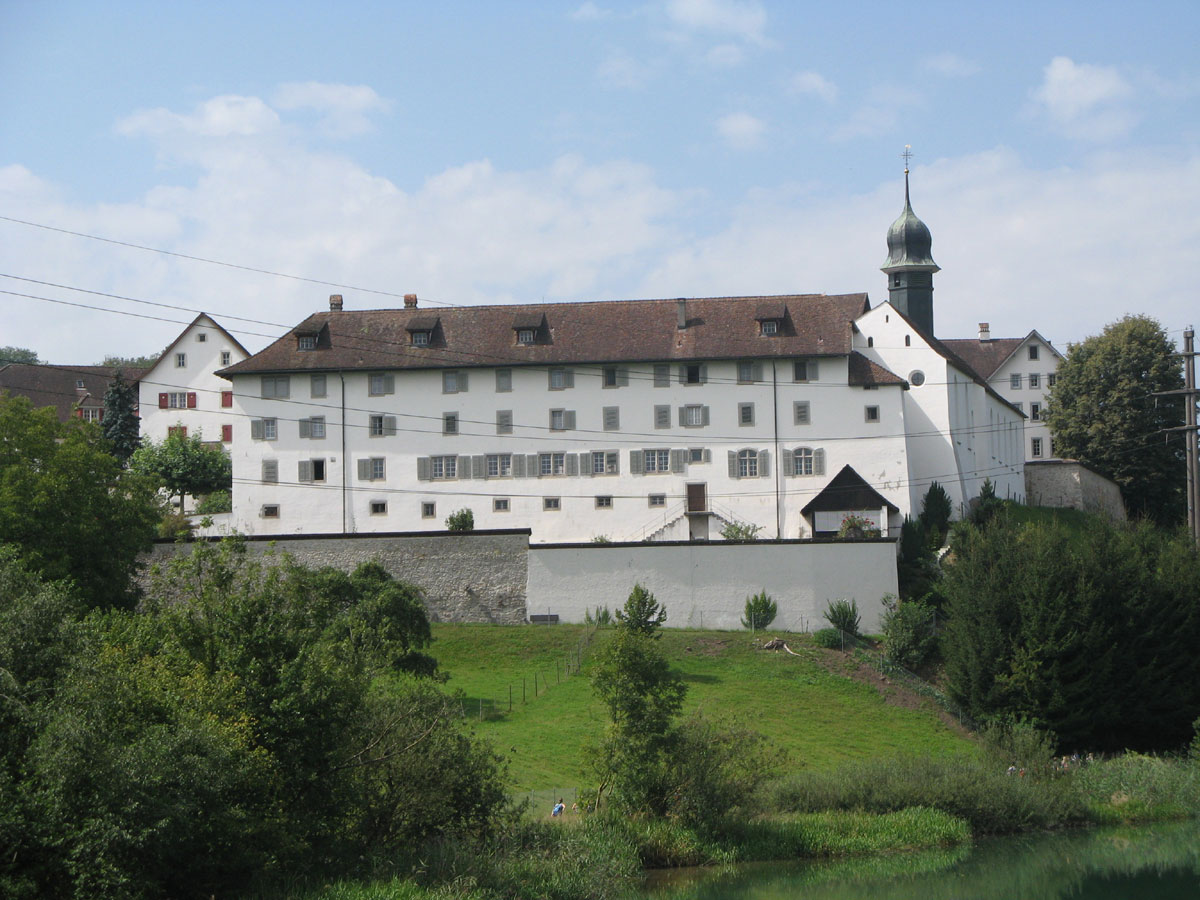
Kloster Hermetschwil, 2007

Maria Küng (* 1587 in Zug; heimatberechtigt ebenda; † 1. Juli 1644 in Hermetschwil) war eine Schweizer Benediktinerin und Äbtissin. Sie gilt als «zweite Gründerin» ihres Klosters.

## Leben
Maria Küng war die Tochter des Bartholome Küng von Zug. Sie wurde Nonne der Benediktinerinnenabtei Hermetschwil in den Freien Ämtern an der Reuss und legte dort 1605 ihre Profess ab.
Küng wurde 1615 zur Meisterin gewählt, da Margareta Graf aufgrund einer Erkrankung resignierte. Sie führte die von ihrer Vorgängerin eingeleitete Klosterreform durch und liess von 1623 bis 1625 das Klostergebäude neu erbauen. Es bot dem wachsenden Konvent von ehemals sechs bis acht Nonnen jetzt Platz für bis zu zwanzig Nonnen und vier Laienschwestern und war mit einem Kreuzgang sowie einem Innenhof für die Klausur ausgestattet. Das Gästehaus mit Abtsresidenz wurde 1634 neu errichtet. Auf ihre Bewerbung in Rom, erhielt Küng 1636 als erste Hermetschwiler Meisterin den Äbtissinnentitel. Die Klostertradition bezeichnet sie wegen ihrer Verdienste um das Kloster als «zweite Gründerin».

## Belege
1. 1 2  Anne-Marie Dubler: Maria Küng. In: Historisches Lexikon der Schweiz.  1. November 2007.
2. ↑  Anne-Marie Dubler: Hermetschwil. In: Historisches Lexikon der Schweiz.

| Personendaten    | Personendaten                         |
| ---------------- | ------------------------------------- |
| NAME             | Küng, Maria                           |
| KURZBESCHREIBUNG | Schweizer Benediktinerin und Äbtissin |
| GEBURTSDATUM     | 1587                                  |
| GEBURTSORT       | Zug                                   |
| STERBEDATUM      | 1. Juli 1644                          |
| STERBEORT        | Hermetschwil                          |